# ريتشارد فير
ريتشارد فير هو موظف ديني ‏ سويسري، ولد في 15 يوليو 1939 في فلاخ في سويسرا، وتوفي في 30 يونيو 2013.